# Trzebucza
Trzebucza – wieś w Polsce położona w województwie mazowieckim, w powiecie węgrowskim, w gminie Grębków. Ma status sołectwa.
| SIMC    | Nazwa   | Rodzaj  |
| ------- | ------- | ------- |
| 0672403 | Stoczek | kolonia |

Wierni Kościoła rzymskokatolickiego należą do parafii św. Bartłomieja Apostoła w Grębkowie.
W latach 1975–1998 miejscowość administracyjnie należała do województwa siedleckiego.
Przez wieś przebiega droga wojewódzka nr 697.
Wieś jest dawnym majątkiem ziemskim, który w latach 1898–1902 należał do małżeństwa Eleonory i Stanisława Brogowiczów.